# 黑斜线水蛙
黑斜线水蛙（学名：[Hylarana lateralis] 错误：{{Lang}}：文本有斜体标记（帮助）），一种分布于东南亚中南半岛和中国云南省等地区的两栖动物，隶属于蛙科水蛙属。

## 形态特征
黑斜线水蛙的雄蛙体长約48毫米左右，雌蛙体长約55毫米左右。身体背面呈灰绿色，背侧褶为浅红棕色；头侧及鼓膜为紫灰色；体侧为紫灰色，鼓膜后端及胯部上前方各有一大黑斑，二者之间又有大小黑斑两块；四肢背面紫灰色，后肢黑色横纹清晰，前肢前臂部横纹显或不显；身体腹面为鱼白色，一般咽喉部及胸部有许多黑灰细点。